# Plassay
Plassay /plaˈsɛ/ è un comune francese di 699 abitanti situato nel dipartimento della Charente Marittima nella regione della Nuova Aquitania.

## Società

### Evoluzione demografica
Abitanti censiti